# Rožkovany (przystanek kolejowy)
Rožkovany – przystanek kolejowy znajdujący się we wsi Rožkovany w powiecie Sabinov w kraju peszowskim na Słowacji.